# Tiziano Ferro
Tiziano Ferro (Latina, 1980. február 21. –) olasz popzenei énekes. Mára az egyik legismertebb olasz énekesnek számít.

## Pályája

### Gyermekkora és pályájának kezdete
1980-ban született Latinában, a családja Venetóból származik, azon belül is Cavarzere településről. Már gyerekkorában is szeretett dalt írni, két szerzeménye az Il Cielo és Gli Occhi a Nessuno e solo lemezén mint rejtett sávként szerepeltek. Kamaszkorában komoly nehézségei voltak: félénk volt, osztálytársai kiközösítették őt emellett bulimiában szenvedett, ami miatt túlsúlyos lett.
Az egyetlen kitörési lehetőség számára a zene volt: hét évig tanult klasszikus gitárt; két évig zongora- és egy évig dobórákat vett, mellette énekelni is tanult.
1996-ban 16 évesen Latinában tagja lett a Big Soul Mama Gospel Choir nevű gospelkórusnak, ezt követően filmes szinkron képzést végzett el majd a helyi rádió a Luna Radio egyik műsorvezetője lett. Ezenfelül a helyi zongorabárókban énekelt és a Q4 nevű bandájával rapet adott elő.
1997-ben beiratkozott a Sanremói Fesztivál Zeneakadémiájára, abból a célból, hogy részt vegyen az 1998-as Sanremói Dalfesztiválon. Az akadémia első rostavizsgáin azonban kiesett. 1998-ban az Italia 1 kereskedelmi csatorna Caccia alla frase című műsor versenyzője volt, ekkoriban érettségizett szülővárosában a Liceo scientifico Ettore Majorana reálgimnáziumban.
1999-ben újra indult a fesztivál Zeneakadémiáján, ahol ezúttal a legjobb 12 énekes közé jutott, de itt is kiesett; ekkor felfedezte őt fel Alberto Salerno és Mara Majonchi zenei producer.

### Rosso Relativo(2001–2002)
2001-ben az EMI kiadóhoz szerződött, és az év nyarán megjelent a "Rosso Relativo" című albuma. Az albumról először a Perdono című dalából készült kislemez, mely 2001. június 22-én jelent meg a videóklippel együtt; a dal az európai slágerlisták csúcsát érte el. Ezt követte október 26-án a L'Olimpiade, 2002. január 18-án az Imbranato, július 6-án az album címadó dala (Rosso relativo) és 2003. február 4-én a Le cose che non dici. A dalokban az R&B és pop keveredik. Rossz nyelvek szerint Tiziano leginkább „a kamaszlányok közt aratott sikert”.[forrás?] A Perdono dalának sikere nyomán elkészítették a dal spanyol, portugál és francia–olasz nyelvű változatát is. 2001. december 15-én a vatikáni karácsonyi koncerten Elisa énekesnővel John Lennon Happy Xmas (War Is Over) dalát énekelte el.

### Centoundici (2003–2005)
A 2003 végén megjelent Centoundici (magyarul: száztizenegy) albuma az olasz zenei toplisták első helyét érte el. Albumait spanyolul is kiadták, ezért a Latin-Amerikai országokban is népszerű lett.
2004-ben duettet énekelt Jameliával a (Universal prayer), ezt a 2004. évi nyári olimpiai játékok lemezére is felvettek. Az év végén az MTV Europe Music Awardson a legjobb olasz előadó címet kapta a Sere nere című dalával. 2004-ben európai turnéja során Magyarországon is koncertezett: Budapesten, a Petőfi Csarnokbanlépett fel.

### Nessuno è solo(2006–2007)
2006. május 12-én a Nessuno è solo lemezének előfutáraként kislemezre vette a Stop! Dimentica című dalát; maga a stúdiólemez 2006. június 23-án jelent meg. Ezt követte augusztus 25-én az Ed ero contentissimo című dala. 2007. január 20-án a Ti scatterò una foto; május 18-án az E Raffaella è mia, és 2007. szeptember 14-én E buio è fuori című dal jelent meg kislemezen és videóklipként is.
2007-ben az 57. San Remó-i fesztivál meghívott előadója volt.

### Alla mia età (2008–2010)
2008. október 3-án kezdték játszani a rádióban az Alla mia età című dalát, novemberben egyszerre 42 országban jelent meg az azonos című album. A lemez 13 dala közül a La paura non esistet Laura Pausinivel, az Indietrot pedig Ivano Fossatival közösen írta. 2009 januárjában jelent meg az Il regalo mio più grande (Legnagyobb ajándékom) című dala, aminek spanyol változatából kétfajta duettet készített: az európai változatot Amaia Montero spanyol énekesnővel, a latin amerikai változatot Anahí és Dulce María, mexikói énekesnővel vette fel.

### L'amore è una cosa semplice (2011–2013)
2011. november 28-án jelent meg legújabb, ötödik albuma L'amore è una cosa semplice (A szerelem egyszerű dolog) címmel, amelyről az első dal már az album megjelenése előtt hallható volt a rádióban La differenza tra me e te címen.

## Magánélete
Az énekes 2004-ben Mexikóba, Puebla településre költözött, majd Manchesterbe. 2011-ben visszatért Olaszországba és 2016-tól Los Angeles az állandó lakhelye.
2010 októberében a Trent'anni e una chiacchierata con papà (Harminc év és egy csevegés apuval) című önéletrajzi könyvének megjelenése kapcsán beszélt homoszexualitásáról a Vanity Fair olasz kiadásában és a La Reppubblicában.
2012. októberében a madridi Universitario Clinico San Carlos kórházba került ételmérgezés miatt, novemberben eltörte a bokáját. 2016-ban a Lo Stadio Tour 2015 koncertturnéja közben két sérvét kellett megoperálni.

## Lemezei

### Stúdiólemezek
- 2001 – Rosso relativo
- 2003 – 111
- 2006 – Nessuno è solo
- 2008 - Alla mia età
- 2011 - L'amore è una cosa semplice
- 2016 - Il mestiere della vita
- 2019 - Accetto Miracoli
- 2020 - Accetto Miracoli: L'esprienza degli Altri
- 2022 - Il mondo è nostro

### Kislemezei
- 2001 – Xdono (Perdono)
- 2001 – L'Olimpiade (La Olimpiada)
- 2002 – Imbranato (Alucinado)
- 2002 – Rosso Relativo (Rojo Relativo)
- 2002 – Le cose che non dici (Las Cosas Que No Dices)
- 2003 – Xverso (Perverso)
- 2003 – Sere nere (Tardes Negras)
- 2004 – Non me lo so spiegare (No me lo puedo explicar)
- 2004 – Universal Prayer (feat. Jamelia)
- 2004 – Ti voglio bene (Desde Mañana No Lo Sé)
- 2006 – Stop! Dimentica (Stop! Olvídate)
- 2006 – Ed ero contentissimo (Y Estaba Contentísimo)
- 2007 – Ti scatteró una foto (Te Tomaré Una Foto)
- 2007 – E Raffaella è mia (Y Raffaella es mía)
- 2007 - E fuori è buio (Y está oscuro)
- 2008 - Alla mia età (A mi edad)
- 2009 - Il regalo più grande (El regalo más grande)
- 2009 - Indietro (Breathle Gentle , közreműködés: Kelly Rowlanddel.)
- 2009 - Il sole esiste per tutti (El sol existe para todos)
- 2009 - Scivoli di nuovo (Deslias otra vez)
- 2011 - La differenza tra me e te (La diferencia entre tú y yo)
- 2012 - L'ultima notte al mondo (La ultima noche del mundo)
- 2012 - Hai delle isole negli occhi
- 2012 - L'amore é una cosa semplice (El amor es una cosa simple)
- 2012 - Per dirti ciao!
- 2012 - Troppo buono
- 2013 - La fine
- 2014 - Senza scappare mai piú/ No escaparé nunca más
- 2015 - Incanto/Encanto
- 2015 - Lo Stadio
- 2015 - Il Vento
- 2016 - Potremmo ritornare

## Duettjei

### Saját lemezeire felvett duettjei
- 2004 - Universal prayer – Jameliával
- 2005 - Sere nere – Liahhal (portugál változata a Sere Nere dalnak)
- 2006 - Mi credo – Pepe Aguilarral
- 2006 - Baciano le donne – Biagio Antonaccival
- 2006 - Non me lo so spiegare/No me lo puedo explicar – Laura Pausinivel (ez a dal szerepel Laura Pausini Io canto című albumán)
- 2007 - Arrivederci Roma - Dean Martinnal virtuális duett
- 2007 - Cuestión de feeling - Minaval
- 2008 - El Reagalo Mas Grande - Anahíval és Dulce Maríával a latin-amerikai spanyol változatban.
- 2008 - Breathe Gentle - Kelly Rowlanddel
- 2008 - Il tempo stesso - Franco Battiatoval
- 2008 - Sogni risplendono - Linea 77
- 2009 - El regalo más grande - Amaia Monteróval az európai spanyol változatban.
- 2009 - Il re di chi ama troppo - Fiorella Mannoiával
- 2010 - Each Tear - Mary J. Blige-dzsal
- 2011 - Karma - John Legenddel
- 2012 - El amor es una cosa simple - Malúval
- 2012 - Amiga - Miguel Boséval
- 2013 - Persone silenziose - Luca Carbonival
- 2013 - Killer - Baby K-val
- 2014 - Tanto - Jovanottival
- 2014 - Encanto - Pablo Lópezzel
- 2016 - Il confronto - Carmen Consolival
- 2016 - My Steelo - Tormentóval

### Más előadók lemezére felvett duettjei
- 1998 - Sulla mia pelle – A.T.P.C.
- 2003 - Latido urbano - Tony Aguilarral
- 2006 - Pensieri al tramonto – Luca Carbonival
- 2006 - No me lo puedo explicar - Laura Pausinivel
- 2007 - No me lo so spiegare - Laura Pausini San Sirói konncertjén.
- 2008 - Il re di chi ama troppo - Fiorella Mannoiával
- 2008 - L'amore e basta/El amor y basta! - Giusy Ferrerivel
- 2011 - Massena Christmas Party - Laura Pausinivel, Giorgiával és Mario Biondivel
- 2011 - Buon Natale Radio Kiss Kiss - Francesco Facchinettivel
- 2013 - Sei sola - Baby K-val
- 2013 - Il tuo boy è preso male - Baby K-val
- 2013 - E scopro cos'è la felicità - Elisa Toffolival
- 2014 - La paura non esiste - Fiorella Mannoiával
- 2015 - Senza un posto nel mondo - Marracashsal
- 2015 - Giunto alla linea - Brigával

## Díjai és nevezései
- 2002-ben a "Legjobb új előadó" a Festivalbaron és az olasz zenei díjátadón.
- 2003-ban a "Legjobb új előadó"-i jelölést kapta a Latin Grammyn.
- 2004-ben a "Legjobb olasz előadó" az MTV Europe Awardson.
- 2005-ben "Legjobb előadó" az MTV Latin Music Awardson, "Legjobb férfi előadó" a mexikói Grammy-díj átadón.
- 2006 júniusában 3 évvel előző albuma megjelenése, és több mint 3 és fél millió lemez után, 40 országban kiadják legújabb albumát a Nessuno È Solót.

## Érdekességek
- a Cápamese című animációs film olasz változatában ő a hangja Oscarnak.
- 2006 májusában az olasz RAI Che tempo che fa című műsorában azt nyilatkozta, hogy Mexikóban a helyi lakosok között lehetetlen szép nőt találni, mivel mindegyik nő bajuszos, kivéve Salma Hayek. Emiatt Mexikóban csökkent a népszerűsége, még a nem "bajuszos" nőknél is, annak ellenére, hogy 2006 októberében egy mexikói tv-műsorban bocsánatot kért.[8]

## Külső hivatkozások
- Hivatalos honlap
- Tiziano Ferro FanClub Magyarország
- Tiziano Ferro Site (nem hivatalos) (olasz)
- Hírek Tiziano Ferro-ról
- TzN Ferro Team
- Radio Italia – csak olasz zene